# William Wharton
William Wharton (7. listopadu 1925 – 29. října 2008) , vlastním jménem Albert du Aime - byl spisovatel amerického původu, nejznámější pro svůj první román Birdy, který byl úspěšně zfilmován.

## Životopis
Wharton se narodil ve Filadelfii v Pensylvánii. V roce 1943 maturoval na Upper Darby High School. Svůj první román Birdy publikoval v roce 1978, kdy už mu bylo přes padesát. Román byl úspěšný jak mezi kritikou, tak mezi veřejností, a Alan Parker natočil filmovou verzi s Nicholasem Cagem a Matthewem Modinem. Po vydání Birdyho až do začátku devadesátých let publikoval Du Aime osm románů včetně románu Hlídka v Ardenách (v originále A Midnight Clear) a románu Dad (Táta, česky nevyšlo), které byly zfilmovány.
V roce 1988 Whartonova dcera Kate, jeho zeť Bert a jejich dvě děti, dvouletý Dayiel a osmiměsíční Mia, zahynuli při automobilové nehodě 23 vozů poblíž Albany v Oregonu, zadusili se kouřem z hořící trávy. V roce 1994 o tom napsal Wharton převážně nefiktivní autobiografickou knihu Ever After (Potom už navždy). V roce 1996 vydal další autobiografickou knihu, tentokrát o své koupi hausbótu.

## Dílo
Většina postav Whartonových románů, ač mají různá jména a původ, je patrně částečně autobiografická. Není k dispozici žádná důvěryhodná biografie Williama Whartona, ale z těchto autobiografických motivů se dá celkem bezpečně předpokládat, že za druhé světové války bojoval v Německu a zúčastnil se bitvy v Ardenách, byl nebo je malíř a část svého života bydlel na hausbótu ve Francii, kde se živil výtvarným uměním, měl několik dětí a je docela zkušený tesař a domácí kutil.

### Česká vydání
- Birdy, Argo 2000, překlad Robert Novotný
- Hlídka v Ardenách (v originále A Midnight Clear), Argo 2004, překlad Ondřej Fafejta

### Anglická vydání
- 1978 Birdy
- 1981 Dad
- 1982 A Midnight Clear
- 1984 Scumbler
- 1985 Pride
- 1987 Tidings
- 1989 Franky Furbo
- 1991 Last Lovers
- 1994 Wrongful Deaths
- 1996 Houseboat on Seine